# Francheval
Francheval est une commune française située dans le département des Ardennes, en région Grand Est.
Ses habitants sont les Franchevalois et les Franchevaloises.

## Géographie
| Villers-Cernay         |            | Bouillon Belgique |
|                        | Francheval | Pouru-aux-Bois    |
| Rubécourt-et-Lamécourt | Douzy      | Pouru-Saint-Remy  |

### Hydrographie
La commune est dans le bassin versant de la Meuse au sein du bassin Rhin-Meuse. Elle est drainée par le ruisseau de Magne, le ruisseau de Pouru, le ruisseau le Petit Rouge, le ruisseau du Gue des Brebis, le Ruisseau Derobe, le ruisseau de la Fourmiliere, le ruisseau d'Apsonsart et le ruisseau de Laubrun,.
Le ruisseau de Magne, d'une longueur de 11 km, prend sa source dans la commune de Bazeilles et se jette  dans la Chiers à Margut, après avoir traversé trois communes.

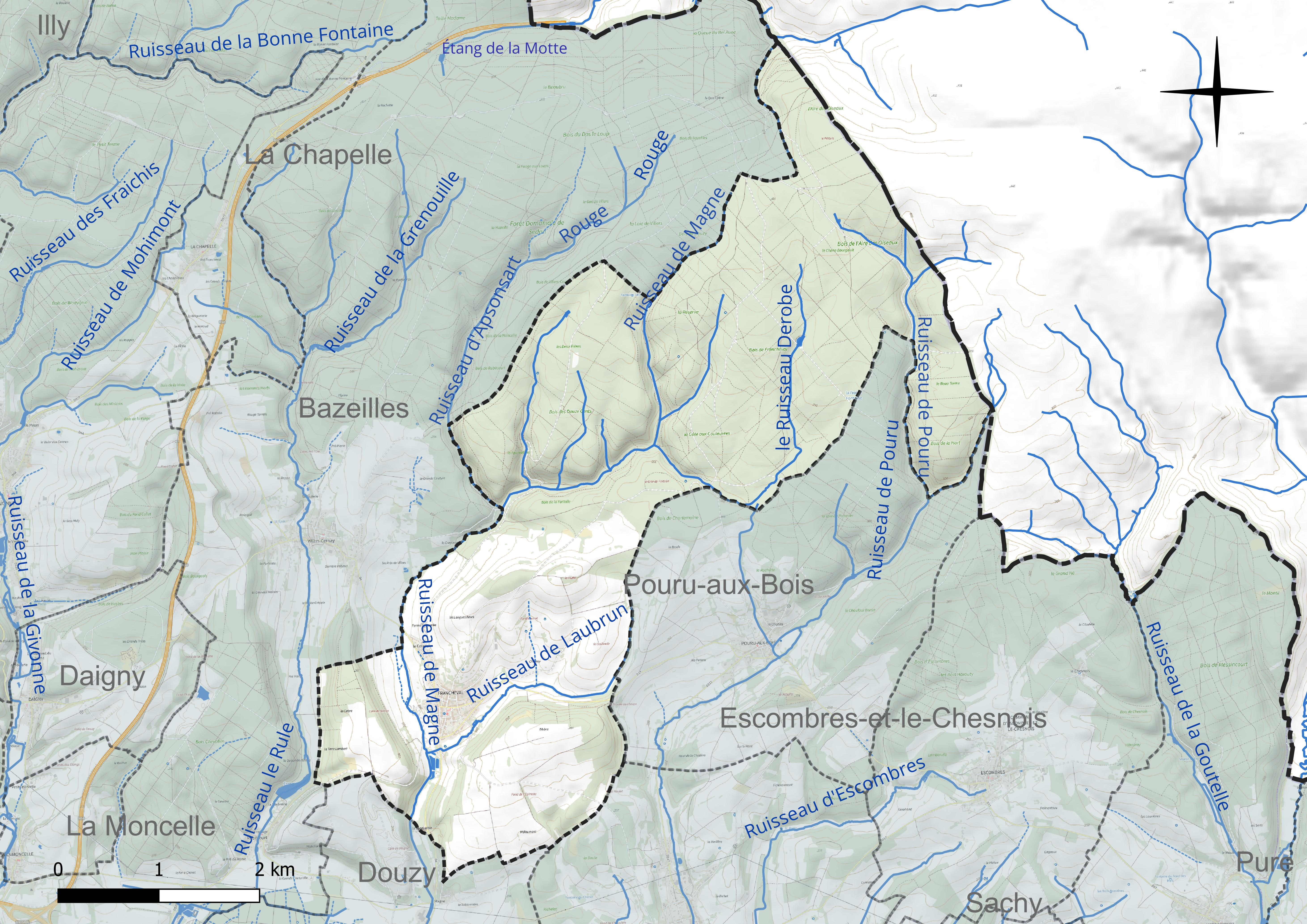
Réseau hydrographique de Francheval.

### Climat
Pour des articles plus généraux, voir Climat du Grand Est et Climat des Ardennes.
En 2010, le climat de la commune est de type climat de montagne, selon une étude du Centre national de la recherche scientifique s'appuyant sur une série de données couvrant la période 1971-2000. En 2020, Météo-France publie une typologie des climats de la France métropolitaine dans laquelle la commune est exposée à un climat océanique altéré et est dans la région climatique Lorraine, plateau de Langres, Morvan, caractérisée par un hiver rude (1,5 °C), des vents modérés et des brouillards fréquents en automne et hiver.
Pour la période 1971-2000, la température annuelle moyenne est de 9,2 °C, avec une amplitude thermique annuelle de 14,9 °C. Le cumul annuel moyen de précipitations est de 980 mm, avec 14,2 jours de précipitations en janvier et 9,9 jours en juillet. Pour la période 1991-2020, la température moyenne annuelle observée sur la station météorologique de Météo-France la plus proche, « Douzy », sur la commune de Douzy à 3 km à vol d'oiseau, est de 10,5 °C et le cumul annuel moyen de précipitations est de 857,0 mm. 
La température maximale relevée sur cette station est de 40,3 °C, atteinte le 25 juillet 2019 ; la température minimale est de −14,8 °C, atteinte le 3 janvier 2004,,.
Les paramètres climatiques de la commune ont été estimés pour le milieu du siècle (2041-2070) selon différents scénarios d'émission de gaz à effet de serre à partir des nouvelles projections climatiques de référence DRIAS-2020. Ils sont consultables sur un site dédié publié par Météo-France en novembre 2022.

## Urbanisme

### Typologie
Au 1er janvier 2024, Francheval est catégorisée commune rurale à habitat dispersé, selon la nouvelle grille communale de densité à 7 niveaux définie par l'Insee en 2022.
Elle est située hors unité urbaine. Par ailleurs la commune fait partie de l'aire d'attraction de Sedan, dont elle est une commune de la couronne,. Cette aire, qui regroupe 31 communes, est catégorisée dans les aires de moins de 50 000 habitants,.

### Occupation des sols
L'occupation des sols de la commune, telle qu'elle ressort de la base de données européenne d’occupation biophysique des sols Corine Land Cover (CLC), est marquée par l'importance des forêts et milieux semi-naturels (69,6 % en 2018), une proportion sensiblement équivalente à celle de 1990 (69,8 %). La répartition détaillée en 2018 est la suivante : 
forêts (69,6 %), prairies (18,6 %), terres arables (9,8 %), zones urbanisées (1,8 %), mines, décharges et chantiers (0,3 %). L'évolution de l’occupation des sols de la commune et de ses infrastructures peut être observée sur les différentes représentations cartographiques du territoire : la carte de Cassini (XVIIIe siècle), la carte d'état-major (1820-1866) et les cartes ou photos aériennes de l'IGN pour la période actuelle (1950 à aujourd'hui).

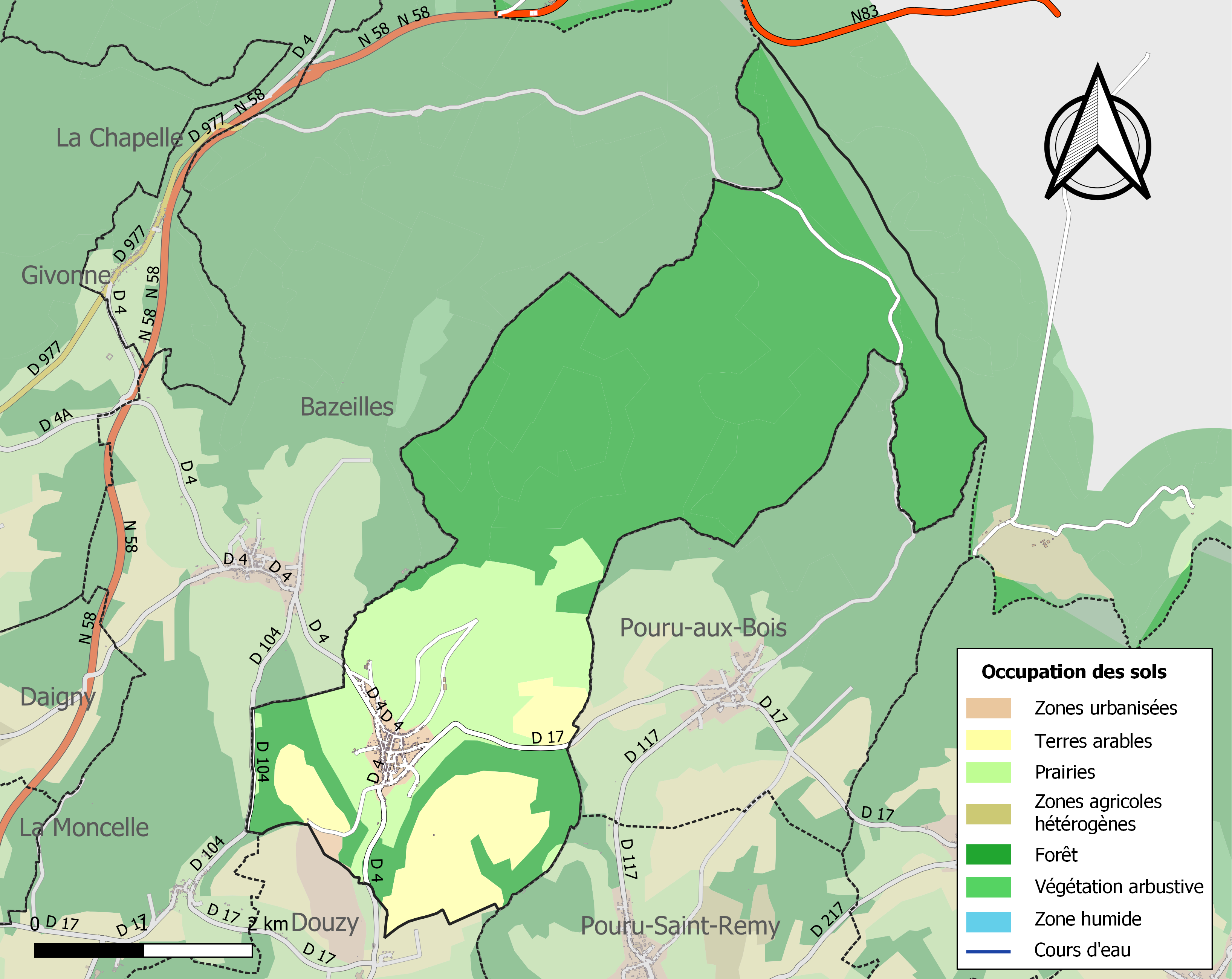
Carte des infrastructures et de l'occupation des sols de la commune en 2018 (CLC).

## Toponymie
Le nom de la localité est attesté sous les formes Francheval en 1259.
De l'adjectif oïl franche « libre » et val : «  vallée ».
Face aux terres seigneuriales qui formaient le fief, il a existé des terres libres.

## Histoire
Selon la croyance populaire, ce village devrait son nom au cheval Bayard, ainsi que le rapporte Claude Seignolle. Bayard ayant fait preuve d'une grande bravoure pour aider Renaud, ce dernier lui dit « Tu es un brave, Bayard, franc cheval ! ». À l'endroit même où Bayard se trouvait, le village de Francheval fut élevé.
De 1560 à 1642, Francheval a fait partie de la Principauté de Sedan.

## Héraldique
| Blason de Francheval | Blason  | D'argent à la divise ondée d’azur surmontée d’un cheval courant de sable chaussé de sinople. |
| Blason de Francheval | Détails | Le statut officiel du blason reste à déterminer.                                             |

## Politique et administration
| Période                                  | Période  | Identité                  | Étiquette | Qualité           |
| ---------------------------------------- | -------- | ------------------------- | --------- | ----------------- |
| 1953                                     | 1967     | Arthur Habary (1885-1981) | PSU       | Mécanicien        |
| 1971                                     | 1983     | Régis Thomas              |           | Directeur d'école |
| avant 1988                               | ?        | Raoul Habary              |           |                   |
| mars 2001                                | mai 2020 | Bernard Lenoble           |           |                   |
| mai 2020                                 | En cours | Brice Bertrand            |           |                   |
| Les données manquantes sont à compléter. |          |                           |           |                   |

## Démographie
L'évolution du nombre d'habitants est connue à travers les recensements de la population effectués dans la commune depuis 1793. Pour les communes de moins de 10 000 habitants, une enquête de recensement portant sur toute la population est réalisée tous les cinq ans, les populations de référence des années intermédiaires étant quant à elles estimées par interpolation ou extrapolation. Pour la commune, le premier recensement exhaustif entrant dans le cadre du nouveau dispositif a été réalisé en 2007.

En 2022, la commune comptait 590 habitants, en évolution de −3,44 % par rapport à 2016 (Ardennes : −2,97 %, France hors Mayotte : +2,11 %).
| 1793 | 1800 | 1806 | 1821 | 1831 | 1836  | 1841  | 1846  | 1851  |
| ---- | ---- | ---- | ---- | ---- | ----- | ----- | ----- | ----- |
| 709  | 707  | 758  | 793  | 923  | 1 079 | 1 176 | 1 321 | 1 402 |

| 1866  | 1872  | 1876  | 1881  | 1886  | 1891  | 1896  | 1901  | 1906 |
| ----- | ----- | ----- | ----- | ----- | ----- | ----- | ----- | ---- |
| 1 429 | 1 536 | 1 485 | 1 351 | 1 249 | 1 150 | 1 097 | 1 023 | 988  |

| 1911 | 1921 | 1926 | 1931 | 1936 | 1946 | 1954 | 1962 | 1968 |
| ---- | ---- | ---- | ---- | ---- | ---- | ---- | ---- | ---- |
| 906  | 676  | 684  | 625  | 623  | 545  | 604  | 628  | 558  |

| 1975 | 1982 | 1990 | 1999 | 2006 | 2007 | 2012 | 2017 | 2022 |
| ---- | ---- | ---- | ---- | ---- | ---- | ---- | ---- | ---- |
| 539  | 582  | 609  | 593  | 625  | 629  | 627  | 609  | 590  |

## Lieux et monuments
- Maison d'Arthur Habary qui fut l'un des premiers mécaniciens diésiélistes de France[25].
- Église Sainte-Madeleine de Francheval.